# 弗雷旺
弗雷旺（法語：Frévent，法語發音：[fʁevɑ̃]），法国北部城市，上法兰西大区加来海峡省的一个市镇，隶属于阿拉斯区，其市镇面积为15.23平方公里，2022年1月1日时人口数量为3,288人，在法国城市中排名第3,151位。
弗雷旺位于加来海峡省南部，康什河畔，是一个区域性的中心城市，历史上为一个铁路枢纽，现有多条公路在此交汇。

## 地名来源

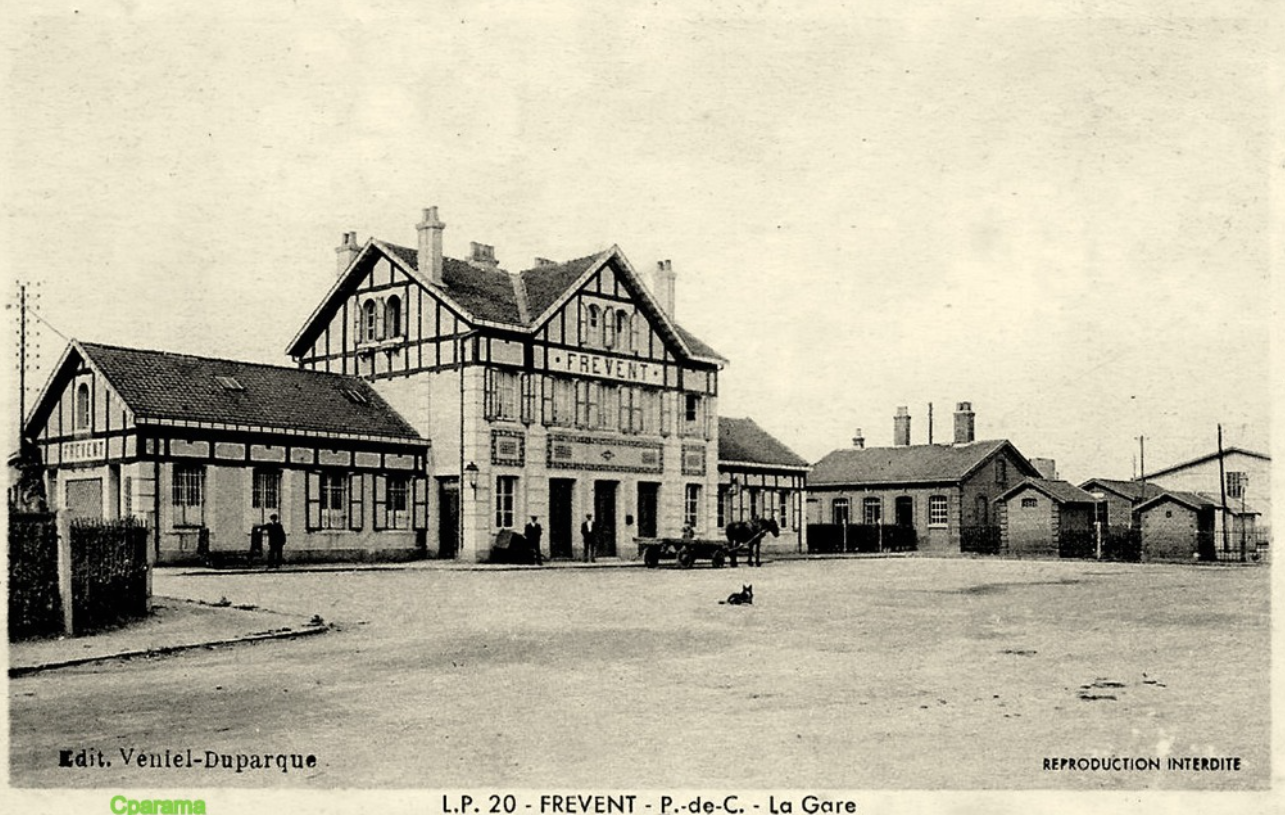
20世纪初的弗雷旺火车站

“弗雷旺”一名的来源尚有待考证。

## 历史
根据当地官方网站的论述，弗雷旺最初于公元1218年被圣波勒伯爵记载，中世纪末期，弗雷旺成为一个区域性的商业集镇。法国大革命后，弗雷旺成为加来海峡省的一个市镇，罗勒波（Rollepot）于1794年整体并入弗雷旺。工业革命期间，三条铁路在此交汇，弗雷旺成为一个区域性的铁路枢纽。20世纪60年代后，随着铁路的关闭，当地人口数量有所下降。

## 地理

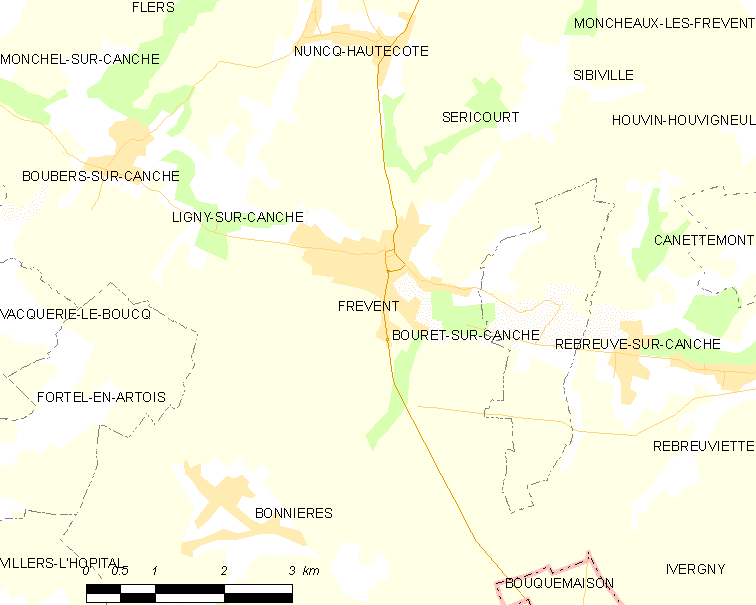
弗雷旺市镇范围地图

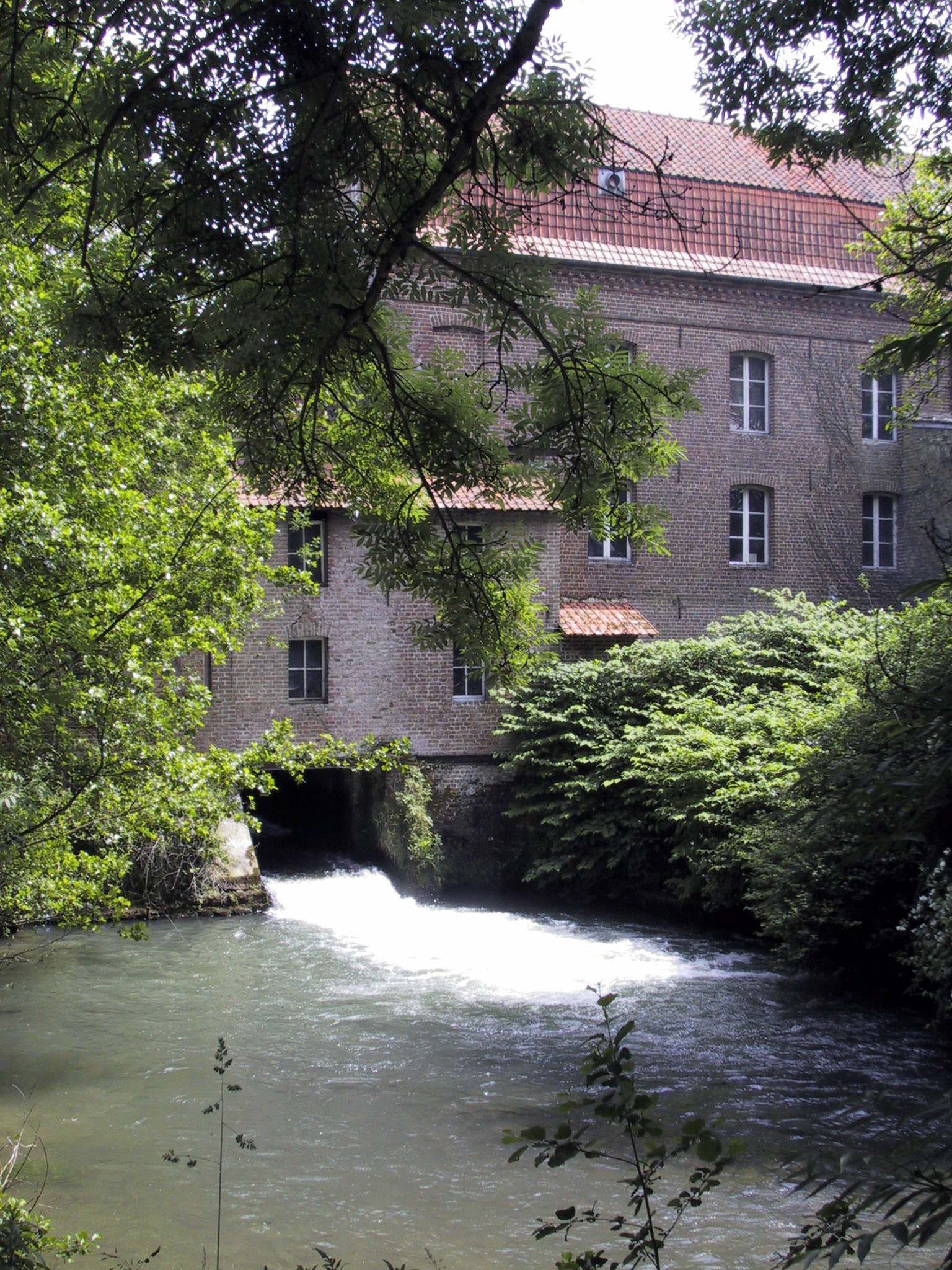
康什河

弗雷旺位于法国北部，上法兰西大区中北部和加来海峡省南部，距离省会阿拉斯大约38公里。与弗雷旺接壤的市镇包括：塞里库尔、康什河畔利尼、楠克-欧特科特、博尼耶尔、康什河畔布雷。

### 地形
弗雷旺位于皮卡第丘陵北部，境内以浅丘为主，市镇中心地势较为平坦，全境海拔在62到145米之间。

### 水文
康什河自东向西流经境内，该河独立注入大西洋。

### 植被
弗雷旺属于温带阔叶混交林区，林地主要分布于河流附近。
在鲜花城市的评比中，弗雷旺暂未被评级。

### 气候
弗雷旺在柯本气候分类法中属于温带海洋性气候。

## 行政区划
弗雷旺是法国上法兰西大区加来海峡省的一个市镇，编号为62361。弗雷旺隶属于阿拉斯区、加来海峡省第一选区以及泰努瓦斯河畔圣波勒县，同时也是泰尔努瓦市镇公共社区的组成部分。
法国国家统计与经济研究所（简称）在进行数据统计时，未将弗雷旺划入任何城市核心区、城市区以及城市辐射区（）内。此外，还将弗雷旺市镇整体看作一个“块区”（IRIS），以便于统计人口分布情况。

## 交通

### 公路
多条加来海峡省省道在弗雷旺境内交汇，上法兰西大区下属的城际客运提供巴士线路，可前往周边部分市镇。
2018年，60.6%的弗雷旺家庭拥有至少一辆私人汽车。2019年，弗雷旺境内共发生各类交通事故4起，造成1人遇难，4人受伤。

### 铁路
弗雷旺位于里尔－阿布维尔铁路、亚眠－弗雷旺铁路和朗斯－弗雷旺铁路的交汇处，这几条铁路在弗雷旺附近的路段均已关闭。距离弗雷旺最近的运营中的客运铁路车站为13公里外的泰努瓦斯河畔圣波勒站，该站停靠前往阿拉斯、里尔和滨海布洛涅三个方向的区域列车。

### 航空
距离弗雷旺最近的民用航空站为里尔机场，距离弗雷旺市中心的公路里程约84公里。

### 城市公共交通
截至2021年12月，弗雷旺暂无城市公共交通系统。

## 政治

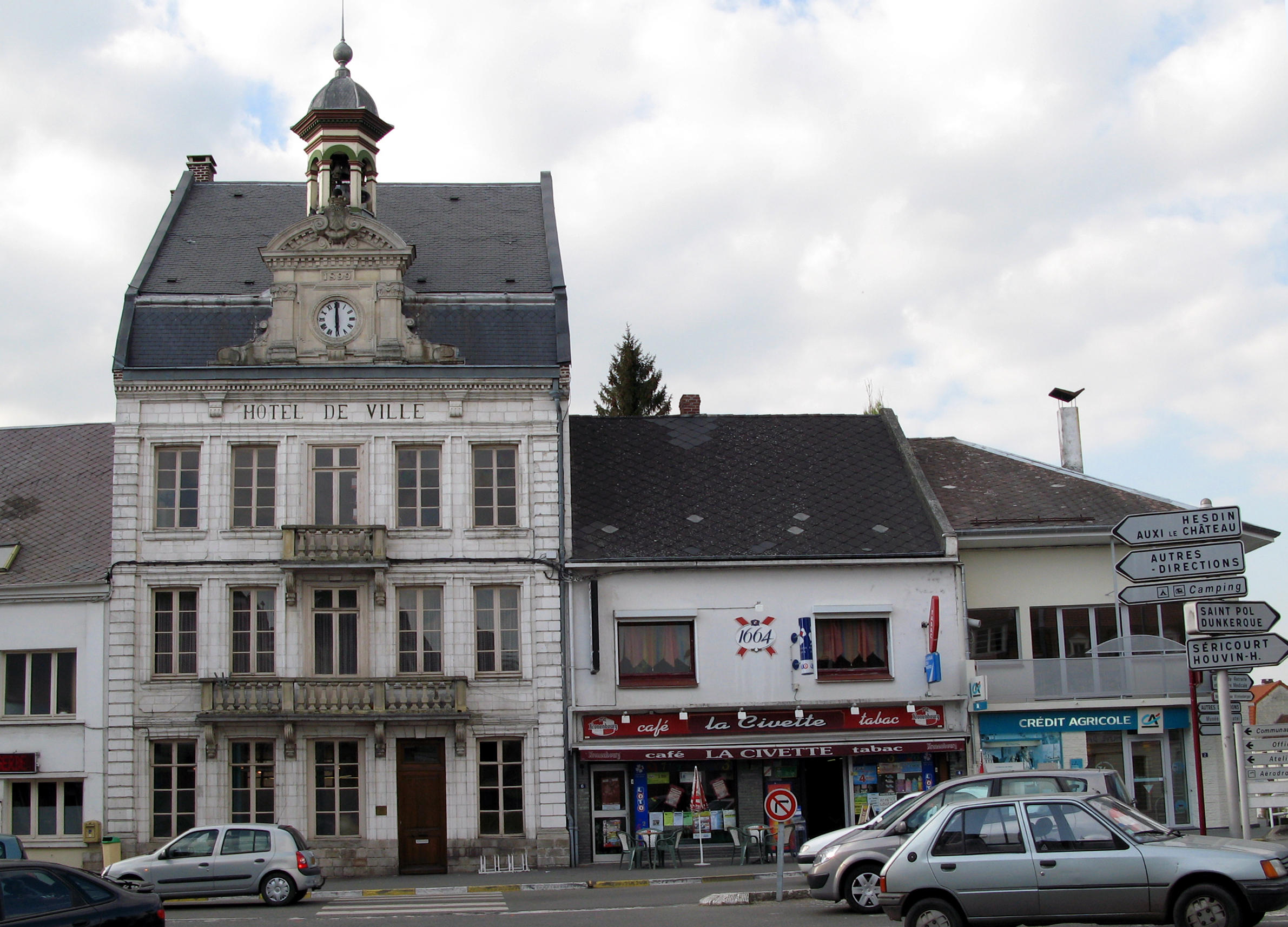
弗雷旺市政厅

弗雷旺的现任市长为让-弗朗索瓦·泰雷先生（Jean-François Théret），他是民主人士和独立人士联盟的一名成员，在2020年的市政选举中获得了44.69%的支持率。
在2017年的法国总统大选中，法国极右翼政党国民阵线主席玛丽娜·勒庞在弗雷旺获得了58.37%的支持率。

## 人口
2018年，弗雷旺市镇人口数量为3,498，在法国排名第3,151位。其中男性1,677人，女性1,821人，75岁及以上人口占10.5%，外籍人口数量为854人，人口密度为230人/平方公里，当地居民被称为（男性）或（女性）。2019年，弗雷旺境内出生30人，死亡人口64人。
| 年份   | 1936  | 1946  | 1954  | 1962  | 1968  | 1975  | 1982  | 1990  | 1999  | 2005  | 2010  | 2015  | 2018  |
| ------ | ----- | ----- | ----- | ----- | ----- | ----- | ----- | ----- | ----- | ----- | ----- | ----- | ----- |
| 人口數 | 3,759 | 3,596 | 4,013 | 4,386 | 4,531 | 4,322 | 4,217 | 4,121 | 3,952 | 3,785 | 3,784 | 3,598 | 3,498 |

## 经济
截止2021年11月，弗雷旺共有各类用人单位（包含自雇）285家，平均历史为18年，其中98.24%为中小型企业（PME）。（塑料制品）、（急救）及（管道安装）是当地2020年营业额最高的三个企业，分别为461,555欧元、142,780欧元和104,329欧元。

## 财政与居民收入
2019年，弗雷旺的财政收入总额为3,322,050欧元，财政支出总额为3,196,180欧元，当年的债务总额为2,923,280欧元。2021年，弗雷旺共获得1,295,348欧元的国家财政补助，比上一年增加了0.28%。
2019年，弗雷旺的人均月收入总额为1,832欧元，其中高级职员为3,062欧元，低于法国平均水平（4,230欧元）；中级职员为2,179欧元，低于法国平均水平（2,411欧元）；普通职员为1,633欧元，亦低于法国平均水平（1,740欧元）。
2018年，弗雷旺境内的青壮年（15至64岁）失业率为26.8%，当地25%的家庭拥有纳税资格，平均纳税1,248欧元，低于法国平均水平（3,888欧元）。

## 社会事务

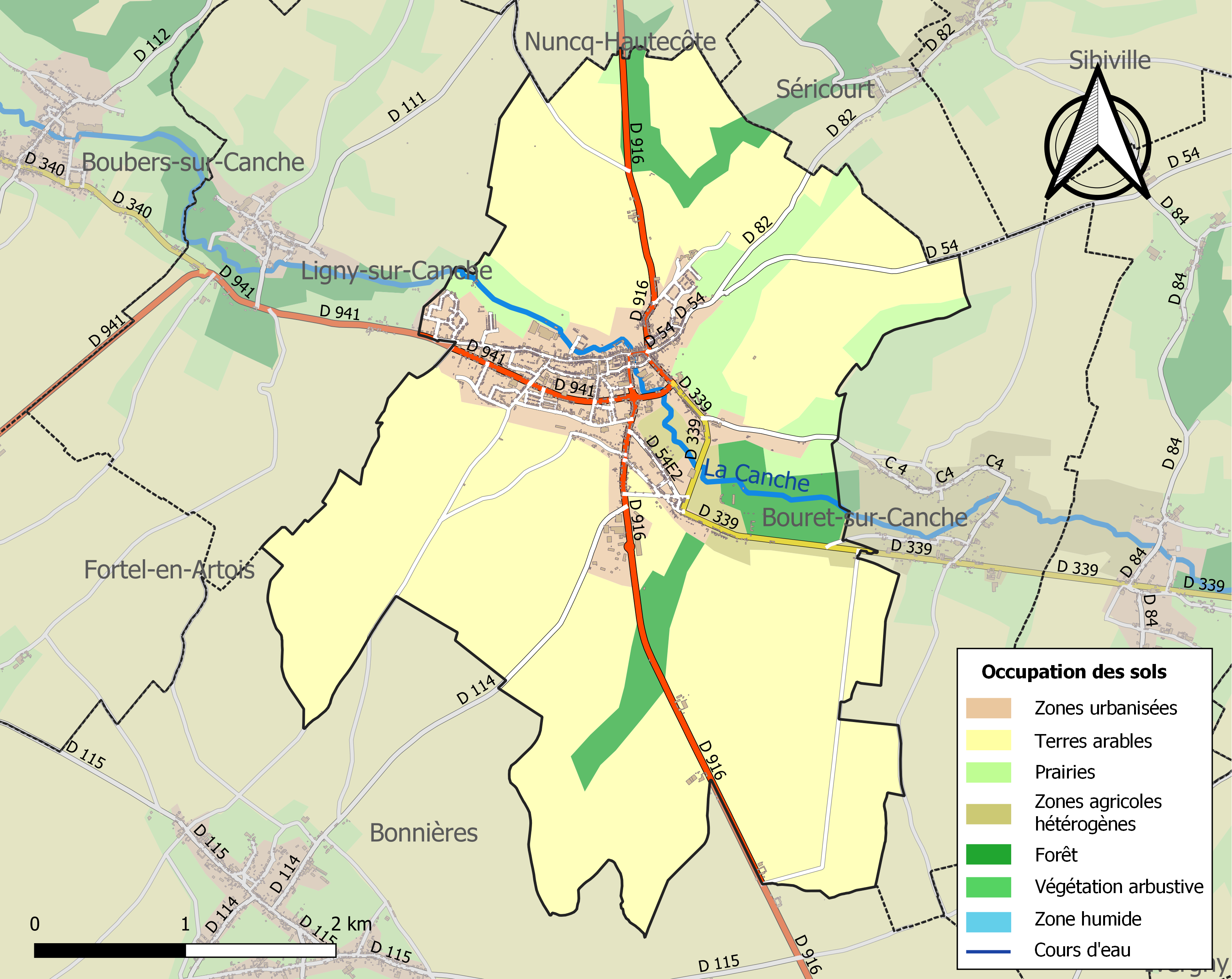
弗雷旺土地利用情况地图

### 教育
弗雷旺属于里尔学区。截止2020年1月1日，弗雷旺境内共有2所小学和2所初级中学。2018至2019学年度，弗雷旺境内共有在校中等教育阶段学生594名。

### 医疗
截止2020年1月1日，弗雷旺境内共有全科医生6名、保健师3名、牙医2名、护士8名和助产士1名。境内共有药房1家、养老院3家、残疾人帮扶中心2家。
距离弗雷旺最近区域性医疗机构为杜朗中心医院（Centre Hospitalier de Doullens），其主病区位于弗雷旺市区以南16公里的杜朗境内，设有床位345个，是当地规模最大的公立综合性医院。

### 住房
2018年，弗雷旺境内共有各类住房1,744套，其中80.3%为独立式居民区，16.6%为集中式居民区。常住房屋占弗雷旺市镇范围内居民建筑总量的85.8%。
在住房保障政策方面，2020年，弗雷旺境内共有596户家庭获得了住房经济补助，受益人数占总人口数量的17%，其中583份为房租补助。

### 商业
2019年，弗雷旺境内共有各类实体商铺63家，其中餐厅7家、大型超市2家、杂货店1家、面包房4家、肉铺2家、书店1家、银行门店5家、美容美发店5家、汽车维修店4家。市中心建有一家家乐福和利多超市。

### 体育
2020年，弗雷旺境内共有1家游泳池、1处网球场以及1处足球或橄榄球场。
截至2021年12月，弗雷旺人体育联盟（A.S. Fréventine）是当地唯一的注册足球队，2021至2022赛季参加加来海峡省足球联赛。

### 环境
弗雷旺的环境事务由其所属的公共社区负责。2019年，弗雷旺境内共有2家污染企业。

### 治安
2019年，弗雷旺市镇范围内共有1处宪兵队。
弗雷旺所在地是泰努瓦斯河畔圣波勒宪兵总队的管辖范围。2020年，该宪兵总队辖区内共187个市镇累计发生各类案件1,988起，其中盗窃类案件828起，经济类案件259起，毒品交易类案件182起。

## 文化

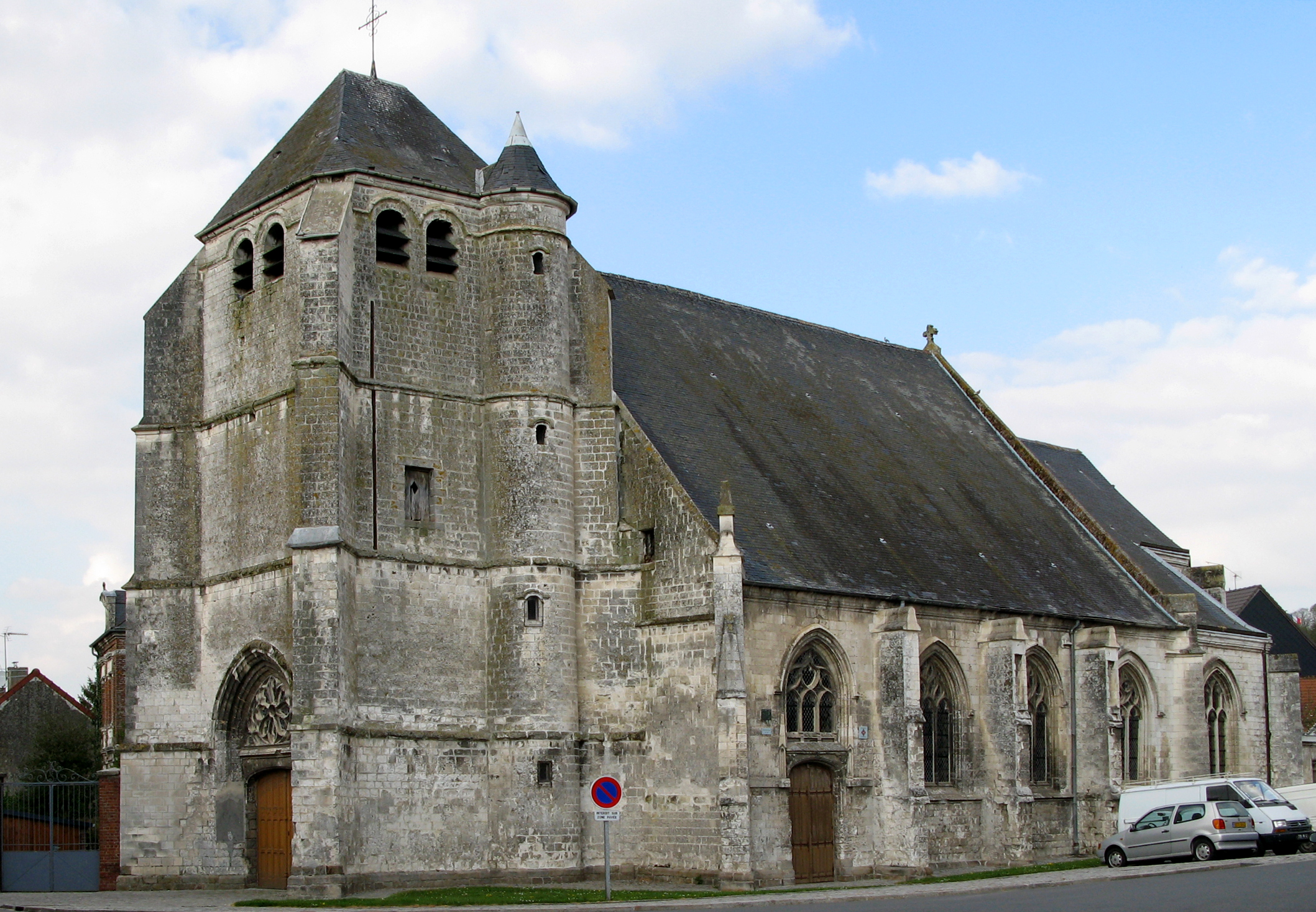
弗雷旺圣伊莱尔教堂

2020年，弗雷旺境内暂无任何文化设施。弗雷旺市政府提供多媒体中心，向公众全年开放。

### 建筑
弗雷旺境内有多处历史建筑，其中弗雷旺圣伊莱尔教堂是当地的地标性建筑物，也是法国国家文物保护单位。

### 旅游
弗雷旺的旅游事务由其所属的公共社区负责。2021年，弗雷旺境内共有1个露营地，可容纳共110辆露营车。

### 媒体
法国主要的媒体均可在弗雷旺接收，法国电视三台下属的上法兰西大区频道在部分时段播出弗雷旺所属区域的地方新闻。

## 友好城市
截至2021年12月，弗雷旺共与两座城市互为友好城市关系：
- 德国 格雷夫拉特
- 德国 盖尔布施泰特